# Epirhyssa ghesquierei
Epirhyssa ghesquierei är en stekelart som beskrevs av André Seyrig 1937. Epirhyssa ghesquierei ingår i släktet Epirhyssa och familjen brokparasitsteklar. Inga underarter finns listade i Catalogue of Life.